# Dountéla
Dountéla est une localité située dans le département de Loropéni de la province du Poni dans la région Sud-Ouest au Burkina Faso.

## Géographie
Situé au nord du département, Dountéla se trouve à environ 35 km au nord du centre de Loropéni, le chef-lieu, ainsi qu'à 2 km au sud de Dipéo.

## Santé et éducation
Le centre de soins le plus proche de Dountéla est le centre de santé et de promotion sociale (CSPS) de Dipéo tandis que le centre médical se trouve à Kampti et que le centre hospitalier régional (CHR) de la province est à Gaoua.